# کیکو نموتو
کیکو نموتو (انگلیسی: Keiko Nemoto; ۱۰ دسامبر ۱۹۷۹ – ) صداپیشه اهل ژاپن بود. وی از سال ۲۰۰۰ میلادی تاکنون مشغول فعالیت بوده‌است.